# 서임권 투쟁

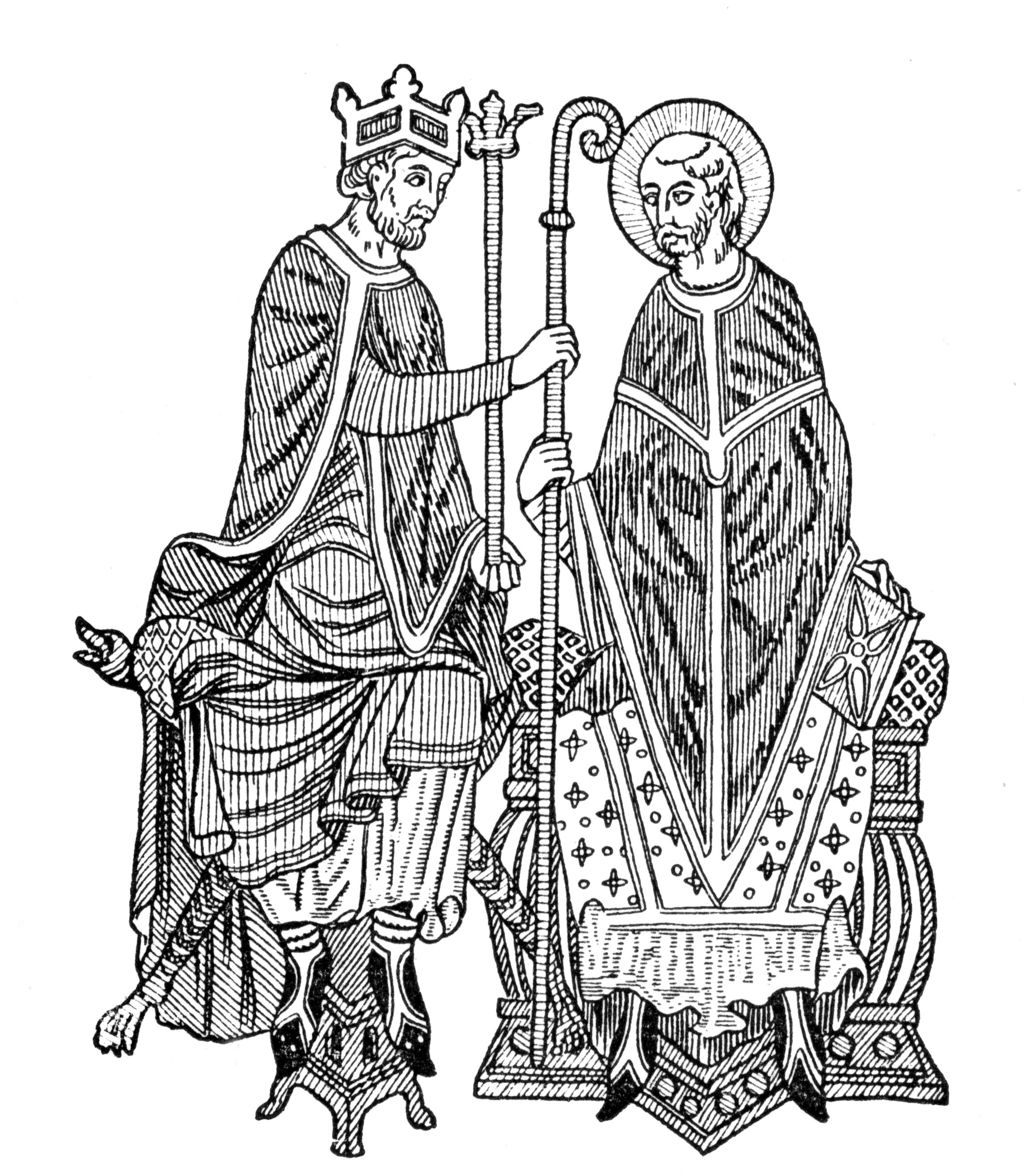
중세의 왕이 주교를 임명하는 모습

서임권 투쟁(Investiture Controversy)이란 세속 군주가 관행적으로 행사해 오던 로마 가톨릭 교회의 성직자 임명권을 교회가 되찾아 오는 과정에서 세속 권력과 교회 권력 간에 충돌이 발생하여 벌어진 일련의 권력투쟁 사건을 말한다. 가장 격렬히 다투었던 자들은 11세기에 독일왕 하인리히 4세와 하인리히 5세 그리고 이들을 상대로 다툰 교황 그레고리오 7세 외에 다수의 로마 교황들이다. 부패한 교회의 개혁차원에서 진행된 사건으로 약 50년간 이어진 투쟁은 독일내 여러차례에 걸쳐 내전을 초래했다. 서임권 투쟁은 1122년 보름스 협약으로 일단락되며 타협점을 찾은 결과 황제권은 약화되고 교황권은 상승하여 인노첸시오 3세(1198~1216)때는 그 힘이 절정에 도달하여 전성기를 구가하였다.
서임권은 원칙적으로 교회의 권한이었으나 중세 전반기 교회가 세속 군주의 도움과 보호를 받으며 종속관계가 형성됨으로 인해 자연스럽게 세속 군주가 행사하게 되었고, 이를 권력 남용으로 생각하지 않았다. 그러나 10세기에 교회의 부패와 타락이 추악한 수준에 도달하며 이를 개혁하고자 하는 흐름이 수도원뿐만 아니라 로마 교황청에서도 있었다. 개혁파 성직자들은 교회 부패의 주요 원인을 속권의 서임관행, 성직자 결혼, 성직매매로 보았고 그중에 가장 큰 원인은 교회에 대해 부당한 간섭을 야기하고 있는 속권의 서임관행이라 판단했다. 서임권은 세속군주의 중요 권력 기반으로, 자신의 측근이나 친인척들을 임명하였는데 무자격자를 고위 성직자로 임명함에 따라 교회가 혼탁해지고 유력 귀족 가문 간에 권력투쟁의 대상이 되었기 때문이다.
서임권 투쟁중에 벌어진 주요한 사건으로는 카노사의 굴욕(1077년)과 보름스 협약(1122년)이 있다. 하인리히 4세는 독일내 권력 장악력이 약함으로 인해 카노사 성에서 굴욕을 겪기는 했으나 파문 해제 이후 권력을 장악하였고 1084년 교황 그레고리오 7세를 상대로한 복수에 성공한다. 그러나 독일 내 황제의 권력은 중앙집권을 꺼리는 귀족들 때문에 여전히 불안했고 그의 아들 하인리히 5세에 이르러 보름스 협약을 맺으며 서임권 투쟁은 양보와 타협을 통해 해결할 수밖에 없었다.
서임권 투쟁이 보름스 협약(1122년)으로 일단락 되기는 했으나 적당한 선에서 타협이 이루어진 것으로 문제가 근본적으로 해결된 것은 아니기 때문에 분쟁의 소지는 여전히 남아있었다. 다만 기존에 일방적으로 황제가 행사하던 서임권의 핵심부분을 교회가 가져오게 됨으로 황제가 신의 대리인이라는 신정정치적 주장이 철회되었고 권력이 약화되는 결과를 낳았다. 아울러 무자격자가 성직에 임명되던 악습이 개선되면서 성직 임명 기준이 크게 향상되었다. 이 사건의 여파는 후대에 지속적으로 영향을 주며 이후 독일과 이탈리아가 걷게 될 전 역사과정의 틀을 형성하는 데 기여하였다. 보름스 협약 체결 후에도 이탈리아는 황제파(기벨린)와 교황파(구엘프)로 나뉘어 13세기와 14세기에 걸쳐 지속적으로 갈등하고 대립하였다.

## 서방교회의 타락

### 교회의 부패
서방교회 지역 중심지인 로마교회 대주교의 수위권을 주장하여 현재는 교황 수위권 근거가 된 레오 1세(440~461)의 신학적 이론은 후대의 노력으로 인정되었다. 8세기 들어 프랑크 왕국과 교회의 밀월관계가 형성되었고, 현재는 위조문서로 밝혀진 756년 피핀의 기증 문서로 교황령이 형성되었다. 비잔티움 황제는 피핀의 기증한 땅이 본래 비잔틴의 영토라며 강하게 항의하자 '콘스탄틴 기증장'이라는 허위문서가 나돌았다. 이 외에도 여러 순탄치 못한 과정들을 거치기는 했지만 로마대주교 권위가 점차 상승하자 교황직으로 상향되었고 권력투쟁의 목표가 되어 버렸다. 이로 인해 로마 교회는 군주제 형태 조직으로 급격히 세속화하여 타락하고 부패하기 시작했다.
서방교회 로마대주교에서 교황으로 변화하며 선발과정에서 정치적 대립이 발생했다. 교황 선출권이 성직자와 평신도에게 있다보니 외부간섭이 증가했으며 불만세력들은 대립교황을 옹립했다. 이에 대해 교회는 속수무책이었고 권력다툼에서 승리한 귀족들에 의해 교황을 폐위, 옹립, 살해 당하는 일도 빈번했다. 교황이 귀족들의 허수아비가 되어 그 권위가 추락하고 타락하자 이에 따른 영향이 유럽 교회 전역으로 확산되었다. 유럽의 개별 교회는 세속 군주의 보호를 받으며 종속되었고 성직서임은 자연스럽게 세속군주가 행사하게 되었다. 이로 인해 군주의 친인척과 측근 등 무자격자가 성직자로 임명되는 일이 관례화했다. 이들은 성직매매를 일삼았고 독신의무를 져버린 채 불법적인 혼인과 약혼으로 교회의 재산과 성직을 세습하였다. 이로 말미암아 교회는 급속히 부패하고 타락해갔다.

### 테러당한 교황
799년 4월 레오3세는 반대파에 의해 눈알과 혀를 뽑힐뻔한 심각한 공격을 받았다. 다행히 주변의 도움으로 구조된후 독일 파더보른에 있는 샤를 1세의 궁전으로 피신하였다. 레오 3세는 프랑크 왕국의 보호를 받으며 로마로 돌아왔으나 성직매매, 위증, 간통등의 죄목으로 고소를 당하였다. 이듬해 11월에 로마에 도착한 샤를 1세는 고소건에 대한 처결을 의뢰받고 곤란한 입장에 처했다. 범죄의 유무보다 더 중요한것은 '그리스도의 대리자'를 심판할 수 있는 자격은 누구에게 있는가 하는 문제였다. 혐의에 대한 의혹이 짙었으나 샤를 1세는 교황이 신 앞에 무죄를 서약하는 절차를 통해 사건을 종결지었다. 이에 대해 레오 3세는 샤를 1세에게 서로마 황제의 왕관을 수여하였으며, 이 행위는 교황이 의도바대로 그 효력을 발휘하여 대관식 바로 다음날 샤를 1세는 교황을 고소했던 반-교황파 주도자들에게 사형선고를 내렸다. 이렇케 사건은 원만히 수습되었다. 그러나 위상이 높아진 황제가 교회의 일에 간섭하는 계기가 되고 말았다.

### 시체 시노드

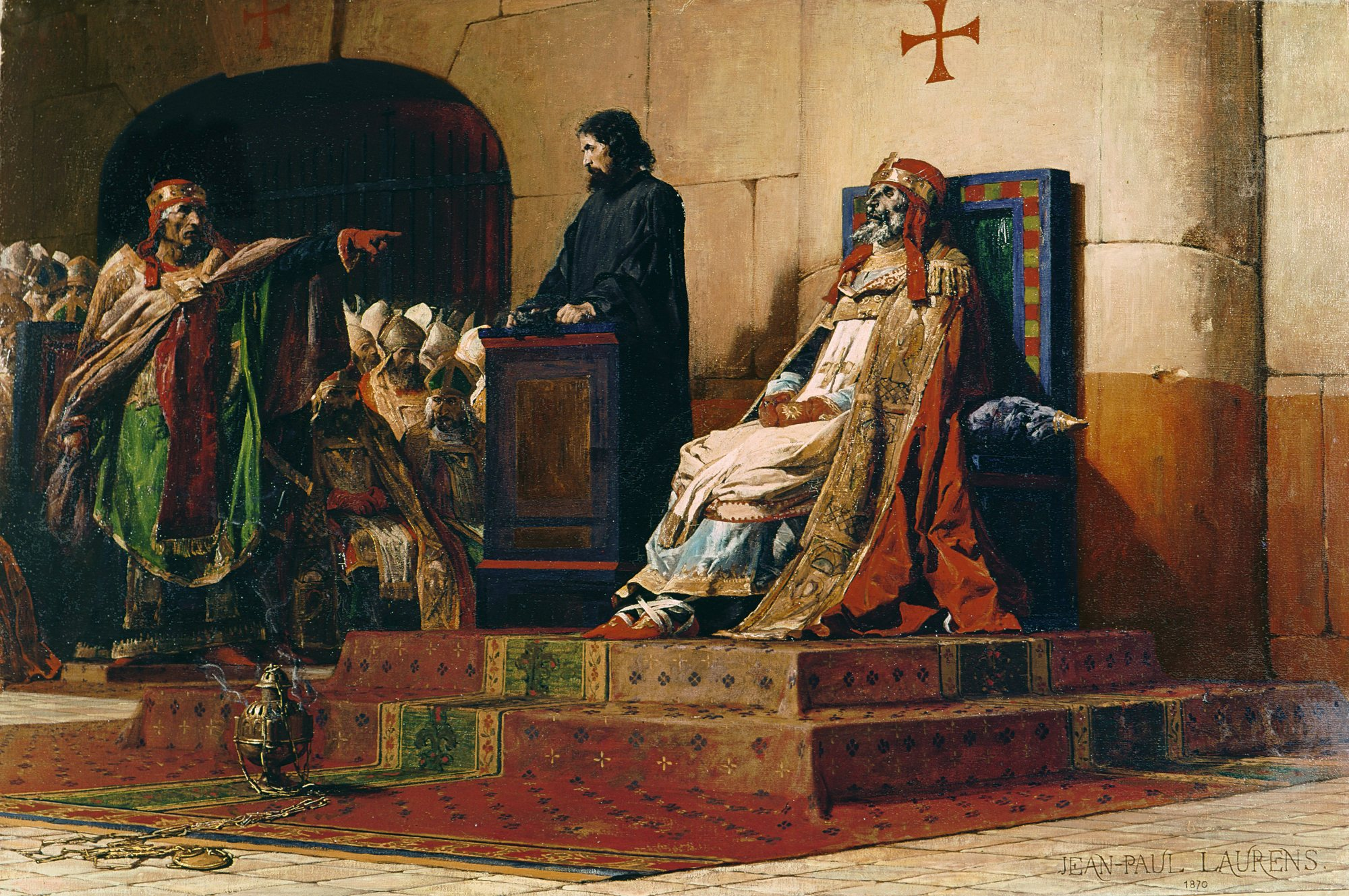
장 폴 로랑스의 시체 시노드.

샤를 대제가 죽은 후에 그의 제국이 쇠퇴하자 이탈리아의 힘의 균형도 무너졌다. 로마의 귀족들은 권력다툼을 하며 교황의 폐위와 옹립을 좌지우지하였고 교황을 꼭두각시로 만들어 그 권위를 농락하였다. 897년, 람베르토 2세의 영향 아래 있었던 교황 스테파노 6세(896~897)는 이른바 시체 시노드라고 불리는 종교회의를 개최하여 끔찍한 복수를 단행했다. 사망한 전임 포르모소 교황의 시신을 꺼내어 교황의 제의를 입히고 재판을 진행했다. 유죄가 선고되었고 시신은 테베레 강가에 던져졌다. 이 일이 있은 직후 로마에 지진이 발생하여 라테라노 궁전의 상당부분이 파괴되었는데, 신의 진노라는 소문이 퍼지며 폭동이 일어났고 교황은 투옥된 후 교살되었다. 이후 7년간 6명의 교황이 교체되며 당파싸움은 극에 달했다.

### 창부 정치
904년 교황 세르지오 3세가 즉위 후부터 60년간 귀족부인인 테오도라와 그녀의 딸 마로치아, 손자 알베리코에 의해 교황권이 좌우되며 '창부정치'라고 불리는 교황역사의 암흑기를 맞이하였다. 로마를 장악한 테오필락투스 가문출신인 마로치아는 교황 세르지오 3세의 정부였으며 어머니 테오도라에 이어 교황들을 꼭두각시로 만든후 막강한 영향력을 행사했다. 두 모녀에 의해 5명의 교황이 교체되었고 대부분 의문사하였다. 931년에 마로차아의 아들인 요한 11세가 교황에 즉위하였고 932년 또 다른 아들인 알베리코의 반란으로 권좌에서 물러났으나 그녀의 손자인 요한 12세가 955년에 교황이 되었다. 요한 12세는 교황궁을 매음굴로 만들었다는 비난을 받을 정도로 방탕하고 타락한 삶을 살았으며 그의 시대에는 수도 셀수 없이 많은 정부들이 창부정치의 계보를 이어나갔다. 오토 대제가 개입하여 교회가 잠시 안정되는 듯했으나 오토 대제의 사후에 로마는 당파싸움으로 얼룩지며 교황들의 수난사가 이어졌다.

### 성직매매의 끝판왕
교황 베네딕토 9세는 부친 알베리코 3세가 유권자들을 매수한 덕분에 1032년 20대 후반의 젊은 나이에 교황이 되었다. 출신 가문인 투스쿨룸 가문이 로마를 장악하고 있었는데 1044년 반대세력들의 반란으로 베네딕토 9세가 추방당한 후 스테파노 가문에 의해 실베스테르 3세가 교황으로 선출되었다. 베네딕토 9세는 이듬해 3월에 군대를 동원하여 로마를 탈환한 후 실베스테를 3세를 축출했다. 그는 다시 교황에 올랐으나 두 달 만에 거액의 돈을 받고 교황직을 자신의 대부인 그레고리오 6세에게 팔아버렸다. 전대미문의 성좌매매 사건을 일으킨 베네딕토 9세는 이내 입장을 번복하여 자신이 교황이 되어야 한다고 주장하였고 교회가 혼탁해지기 시작했다.

## 교회의 개혁과 정화

### 하인리히 3세의 개입
1046년 황제 하인리히 3세가 군대를 이끌고 로마로 간 이유는 황제 대관식 때문이었다. 그러나 개혁파 추기경들을 접촉한 후 교황청의 질서를 바로 세우는 것이 급선무임을 알게 되었다. 당시 이탈리아에는 한 명의 교황과 두 명의 교황 요구자가 있었는데, 황제는 종교회의를 통해 이들 3명을 모두 폐위시킨 후 새로운 교황을 추대하며 사태를 해결했다. 이후 황제 하인리히 3세는 황제 임명권을 지속적으로 행사하여 연이어 4명의 교황을 임명하였다. 황제의 적극적인 개입으로 교회 정화가 이루어지기는 했으나 교황 임명권 행사 등 여러 월권행위와 지나친 간섭으로 교회의 독립성이 크게 훼손되는 부작용이 발생했다. 교회 내부의 반발속에도 황제의 간섭은 10년간 지속되었으며 이 기간중에도 개혁파 성직자들은 황제의 권력을 이용하여 로마 귀족들의 세력을 누르고 개혁작업을 이어나갔다. 특히 힐데브란트와 훔베르트 추기경의 도움을 받은 레오 9세 교황은 개혁을 위한 왕성한 대외 할동을 펼쳤다.

### 1059년 교회 개혁
1056년 하인리히 3세가 사망하고 6살에 어린 하인리히 4세가 등극하였는데 섭정을 맡은 모후 아그네스는 정치적으로 무능했다. 귀족들에게 휘둘리며 황제의 권력은 약해졌고 교회에 대한 황제의 권한을 제대로 행사하지 못했다. 이에 따라 로마의 개혁파 추기경들은 교회가 황제의 권력으로부터 독립할 수 있는 기회라고 판단했다. 그러나 1058년 3월, 교황 스테파노 9세가 사망했을 때 그 동안 숨죽이고 있던 로마 귀족들이 좀 더 발빠르게 움직여서 새로운 교황으로 베네딕토 10세를 옹립했다. 추기경들은 그를 인정치 않고 시에나에서 니콜라오 2세를 선출했다. 니콜라오 2세는 고드프루아의 군대를 이용해 로마에서 시가전을 벌인 후 베네딕토 10세를 축출하였다.
귀족들에 의해 베네딕토 10세가 옹립된 사건은 교황 선출방식의 개선이 필요하다는 강한 공감대를 형성하게 했으며 이는 개혁으로 이어졌다. 1059년 4월 13일, 교황 니콜라오 2세(재위 1058~61)는 교회개혁을 단행했다. 여러 가지 개혁중 가장 핵심적인 사항은 교황선출권을 추기경들에게 부여하는 조치였다. 이런 결정을 내린 이유는 세속권력에 종속되어 있던 교회를 독립시켜서 기존에 황제나 로마 귀족들의 부당한 간섭을 차단하기 위함이었다. 이전에는 평신도와 성직자에게 선출권이 있었으며 신임교황은 황제에게 맹세하고 나서야 즉위할 수 있었다. 이는 824년 로타르 1세에 의해 발의되어서 오토 대제 시절에 개정합의된 사항이었다.

### 비호 세력 확보
교회의 과감한 개혁에 대해 독일 황실과 로마 귀족들이 반발할 것을 대비하여 노르만족과의 관계를 개선하여 비호세력으로 삼았다. 당시 노르만족은 이탈리아 남부를 완전히 장악하여 신생국가의 면모를 갇추고 있었다. 그런데 양진영은 지난 1053년 치비타베 전투이후 불편한 관계에 놓여 있었다. 1059년 8월, 멜피에서 로마와 노르만족 사이에 화해를 하고 새로운 동맹을 맺으며 로베르 기스카르와 리샤르를 공작으로 책봉하여 교회의 봉신으로 삼았다.
또한 로마 교회는 파타리노(patarino) 운동이라 불리는 밀라노의 민중 종교개혁 운동세력과 접촉하였다. 타락한 성직자들의 개혁을 요구하던 이들의 운동은 혁명적 요소를 포함하고 있어 다소 과격하였다. 교황은 이들을 지지하고 부추겨서 황제가 임명한 주교에 대해 반란을 일으키게 했다. 이후 교황특사를 파견하여 밀라노 대교구장을 교황청에 종속시킴으로써 밀라노 지역에 대한 독일 황실의 영향력을 약화시켰다.

## 서임권 투쟁

### 서임권 행사
성직자를 임명하는 것은 원칙적으로 교회의 책무로 속인의 서임관행은 교회법에 근거가 없는 행위였다. 초기 교회에서 주교의 선출과 축성은 동료 주교에 의해 이루어졌다. 중세 초기에 봉건 체제가 정착하는 과정중에 교회가 세속 군주의 도움과 보호를 받으면서 상호 긴밀한 관계가 형성되었는데 이것이 군신간에 종속 관계로 발전하였다. 성속이 밀접한 관계속에 교권과 속권의 범위가 모호해지면서 세속군주가 성직자 서임권을 행사하는 것은 관행으로 굳어졌고 권한 남용으로 여겨지지 않았다.
교회는 귀족 후견인과 그 계승자들의 기부에 의해 존속하고 유지되었으며, 게르만적 재산 개념은 은대지의 재원을 제공한 사람이 이를 관리하는 성직자에 대한 임명권 행사를 당연시 하였다. 세습 귀족들에 대한 영향력이 적었던 왕은 귀족들을 신뢰하지 않았다. 주교와 대수도원장 등 고위 성직자는 직위에 따라 영지를 갖고 있었고 교회 직무뿐만 아니라 세속 직무도 수행하였다. 이처럼 고위 성직자는 유능한 행정 대리인이었으므로 교회와 국가가 통합된 왕국의 군주에게 있어서 성직자 서임권은 군주권의 핵심적 요소로 간주되고 있었다. 특히 신성 로마 제국 황제는 교황의 임명에 대한 특별한 권리가 있었으므로 다른 세속 권력에 비해 신성 로마 제국에서 이러한 성직자 임명권에 대한 중요성은 더욱 컸다.

### 교권과 속권의 충돌
1073년 그레고리오 7세가 높은 지지속에 교황으로 즉위하였다. 그레고리오 7세는 추기경 시절에 교회 개혁을 주도하였던 숨은 실력자로 정렬적인 개혁가였다. 그는 자신이 교회 정화를 위해 신으로부터 선택받았다는 사명감이 투철하였고, 교회 부패와 타락의 근본원인은 성직매매, 성직자의 결혼, 세속 군주의 성직자 서임권 행사로 판단했다. 특히 세속 군주의 서임권 행사를 완전히 근절시켜야만 개혁을 지속적으로 수행할 수 있다고 확신하였다. 이를 1075년 '교황훈령'을 통해 분명하게 했다. 그는 지난 20년간 교회 개혁을 주도하며 많은 경험을 쌓았으며 세속 권력으로부터 교회의 독립과 개혁에 대해 치밀하게 계획하고 준비하여 왔다. 따라서 교황에 즉위한 후에 정책들을 과감하게 추진하였다. 교황과 황제간에 서임권 투쟁은 밀라노 대주교 임명을 놓고 본격적으로 표면화되었다. 밀라노는 이탈리아에서 로마 다음으로 중요한 교구였기 때문에 교회법에 따른 주교 선출과 성직서임이라는 개혁의 원칙을 현실화 하기 위해서는, 어느곳 보다도 밀라노에서 속인의 성직서임 금지를 관철시켜야만 했다. 그래서 결코 물러설 수 없었다.
황제 하인리히 4세는 더 이상 어린아이가 아니었다. 모후의 무능한 섭정으로 왕권이 약해지기는 하였으나 1075년 작센에서 발생한 대규모 반란을 진압하며 자신감에 차있었다. 그레고리오 7세의 개혁에 대해 반대를 분명하게 했으며 밀라노 대주교 임명에 대해 간섭하지 말라는 교황의 서한을 받고 이를 거부하였다. 1075년 6월에 하인리히 4세는 밀라노, 페르모, 스폴레토 주교를 임명하자 교황이 이를 신랄하게 비난하였다. 황제는 1076년 1월 보름스 종교회의를 열고 교황의 폐위를 선언하였다. 이에 대해 그리고리오 7세는 사순시기 종교회의에서 하인리히 4세를 파문하고 제국의 봉신들에게 황제에 대한 충성과 복종 의무를 해제하는 것으로 응수하였다. 아울러 하인리히 4세를 도와주는 귀족이나 사제도 파문하겠다고 경고하였다.

### 카노사 굴욕

카노사의 굴욕 (1077년)

서임권은 세속군주가 행사하던 기득권으로 교회영지가 주어지는 고위 성직자는 공식적으로 독신이었기에 세습이 불가능했다. 사후에 봉토가 황실에 되돌아오기 때문에 황제에게 있어서 서임권은 성직매매와 측근기용을 통한 권력강화의 수단이었다. 또한 황제가 교황을 파문한 선례는 많이 있었으나 교황이 황제를 파문하는 일은 전대미문의 조치였다. 하인리히 4세는 이를 무시했으나 상황은 황제에게 불리하게 돌아갔다. 독일 제후들은 황제가 작센 반란을 진압하면서 힘이 커진 것이 달갑지 않았으며 이를 통해 중앙집권적인 강력한 왕의 통치가 이루어지는 것을 꺼렸다. 그러던 차에 교황의 파문은 반란의 구실이 되어주었다. 귀족들은 1077년 2월에 아우그스부르크에서 교황이 주재하는 귀족과 주교들의 회의를 개최할 것이며, 이 회의를 통하여 하인리히 4세의 왕으로서의 자격과 거취에 대해 논의하겠노라고 하인리히 4세에게 통보하였다.
귀족과 주교들의 외면으로 궁지에 몰려 입지가 좁아진 하인리히 4세는 어쩔 수 없이 교황에게 굴복할 수밖에 없었다. 사절단을 보내 용서를 구했으나 거절당하자 직접 교황을 만나고자 이탈리아로 향했다. 당시 그레고리오 7세는 아우구스부르크로 가던 중에 카노사 성에 머무르고 있었다. 1077년 1월 25일 황제 하인리히 4세가 참회자의 모습을 하고 이탈리아 북부 카노사 성문 밖에서 나타났다. 그리고 추운 성 밖에서 교황에게 3일 동안 용서를 빌었다. 교황은 측근들의 중재에 떠밀리듯 용서를 하고 파문을 철회하였다. 그러나 이 사목적 관용은 후에 정치적 실패를 낳는 원인이 되었다.

### 내전과 두번째 파문
교황이 파문을 철회했음에도 불구하고 독일 제후들은 슈바벤 공작 루돌프를 새로운 독일 황제로 선출한후 반란을 이어갔다. 이후 독일은 3년 동안 권력투쟁을 위한 내전에 돌입하였다. 교황은 중재의 노력을 했으나 소용이 없자 1080년 루돌프를 독일의 왕이라 선언하며 하인리히 4세를 다시 파문했다. 그러나 이번 파문은 정치적인 이유에서 나온 것으로 전혀 효력이 없었다. 더욱이 루돌프가 전투후 사망하면서 하인리히 4세가 권력을 다시 잡게 되었고 교황은 곤란한 입장에 처하고 말았다. 권력장악에 성공한 하인리히 4세는 1080년 6월 25일 브리크센에서 공의회를 열어 교황을 해임하고 라벤나의 대주교 귀베르트를 새로운 교황으로 옹립하였다. 로마의 상황도 교황에게 불리하게 돌아갔다. 교황의 과격하고 급진적인 개혁으로 인해 13명의 추기경과 많은 지지자들이 교황을 저버렸다.

### 하인리히의 복수
1080년 하인리히 4세는 이탈리아 원정을 통해 카노사의 성주 마틸다를 패퇴시켰다. 1081년 5월에 드디어 하인리히 4세(재위1056-1105)가 복수를 위하여 로마에 도착하였다. 이번 원정은 비잔틴 황제의 지원도 있었다. 당시 노르만족인 로베르가 이탈리아 남부에서 비잔틴(동로마) 세력을 몰아낸후 비잔틴 영토인 발칸반도를 침공해 들어갔다. 비잔틴 황제는 로베르의 힘을 분산시키기 위해 하인리히 4세에게 이탈리아 공격을 요청하였다. 하인리히 4세가 교황과 앙숙임을 이용한 것으로 막대한 지원금을 보내며 공격시 추가적으로 많은 금전적 지원을 약속했다.
하인리히 4세의 로마 정복은 예상 밖으로 쉽지 않았다. 로마에는 튼튼한 아우렐리아누스 성벽이 버티고 있었으며 남부 이탈리아의 노르만족들로부터 군사적 지원을 받고 있었기 때문이다. 그러나 포위 공격과 회유를 하고, 로마귀족들을 매수하는 등 3년에 걸친 노력 끝에 1084년 3월 21일 정복에 성공한다. 로마가 점령당하자 교황 그레고리오 7세는 산탄젤로성으로 피신하였다. 라테라노궁에 거처를 마련한 하인리히 4세가 가장 먼저 한 일은 로마의회를 소집하여 교황 그레고리오 7세를 폐위하는 일이었다. 또한 라벤나의 주교 귀베르트를 새로운 교황 클레멘스 3세로 추대한 후 1084년 3월 31일에 성 베드로 성당에서 신성로마제국 황제로서 대관식을 올렸다.

### 노르만의 군사개입
산탄젤로 성으로 피신한 교황 그레고리오 7세(재위 1073-85)는 로베르에게 구원요청을 보냈다. 노르만족인 로베르는 교황의 안위 따위에는 큰 관심이 없었다. 다만 독일이 로마를 점령하며 자신에게 위협적인 세력으로 다가오자 개입에 필요성이 생긴 것이다. 1084년 5월에 3만 6,000명의 군사를 이끌고 로베르가 로마로 진격했다. 소식을 접한 황제 하인리히 4세는 로마에 온 목적은 이미 달성한 상태에서 불필요한 전투라 판단하여 로베르가 도착하기 3일 전에 퇴각해버렸다. 한편 반교황파(반 그레고리오) 세력은 로베르 군대의 로마진입을 반대하며 농성전에 돌입하였다. 이들은 교황 그레고리오 7세의 지나치게 급진적인 개혁에 대해 반발을 넘어 적개심을 품고있었다. 더욱이 교황권을 남용하여 서임권 분쟁을 일으켰고 이로 인하여 독일과의 갈등으로 3년 동안 많은 고초를 겪었기 때문이다.
로베르는 군대의 본진을 로마시 동쪽 로렌초 성문 밖에 주둔시켜서 로마군의 주의를 묶어두었다. 그리고 야음을 틈타 약 1,500명 규모의 병력을 이끌고 라티나 성문쪽을 기습공격하였다. 아우렐리아누스 성벽중에 방어가 가장 허술한 지점을 공략한것은 주효했다. 도성안으로 진입에 성공한 병사들은 도심 곳곳에 불을 질러 소란을 피우고 주의력을 분산시켰다. 혼란한 틈을 이용하여 로베르의 군대는 도심을 빠르게 가로질러 산탄젤로 성으로 진입한 후 교황을 구출하였다. 구출 작전 중에 저항군과 시가전이 벌어졌고 이 과정 중에 약탈도 자행되었다.
약탈이 종료된 후 도시 로마는 만신창이가 되었다. 금번 약탈의 특징은 도시 곳곳 불을 질러서 건물들이 많이 소실되었다는 점이다. 특히 성당들에 불을 많이 질렀는데 이는 당대의 성당들이 군사적 기능도 수행했기 때문이다. 성당은 견고한 석조건물로서 천연요새 역할을 했다. 성당 방화는 그곳에 숨어있는 저항군을 몰살시키기 위한 조치였다.

### 교황의 망명과 사망
로베르가 이끄는 군대로 인해 하인리히 4세가 물러나자 교황은 다시 자유의 몸이 되었지만, 그와 제휴한 로베르 군대의 약탈행위에 대해 로마 시민들이 분개하며 로마를 떠나라고 압박을 가하였다. 어쩔 수 없이 교황 그레고리오 7세는 망명길에 올랐다. 로베르는 교황을 호위하여 남쪽 살레르노로 철수했다. 사실상 축출당한 교황은 망명지에서 말년을 지내다 망명 1년만인 1085년 5월 25일에 그곳에서 객사했다. 교황은 숨을 거두면서 “나는 정의를 사랑하고 불의를 미워했다. 이로 인해 나는 망명지에서 죽는다”는 말을 남겼다고 한다. 그레고리오 7세는 선종하기 3일 전에 하인리히 4세와 대립 교황 클레멘스 3세로 즉위한 라벤나의 귀베르트를 제외하고 그가 파문을 선고한 모든 사람을 사면하였다.

### 하인리히 4세의 말년
무력을 동원하여 서임권 투쟁에서 승기를 잡은 하인리히 4세의 말년도 순탄치 않았다. 장남 콘라트가 토스카나의 마틸다와 벨프가의 꼬임에 넘어가 반란을 일으켰다. 힘들게 반란을 제압하고 콘라트를 공동왕에서 폐위시킨후 1098년 차남 하인리히 5세를 공동왕위에 올리며 자신이 살아있는 동안에는 제국의 정치에 간여하지 말 것을 서약받았으나 이 또한 지켜지지 않았다. 하인리히 4세는 교황과 화해하기 위해 십자군 참여를 선언했고 하급귀족 중용, 유대인과 강제 개종자들에 대해 온건한 정책등 백성들을 위한 정책들을 펼치자 이에 대해 귀족들이 반발하였다. 귀족들의 반발로 왕위계승에 문제가 생길 것을 염려한 하인리히 5세는 반란을 일으켜 부왕 하인리히 4세를 감옥에 유폐시키고 1106년 즉위하였다. 재기를 노리던 하인리히 4세는 그해 사망하고 말았다.

## 보름스 협약

### 교회의 중앙집권화
교황 그레고리오 7세가 사망후 선출된 빅토르 3세는 로마의 복잡한 정국변화로 인해 교황의 직무를 제대로 수행할 수 없었다. 빅토르 3세의 사망 후 1088년 3월에 우르바노 2세가 즉위했으나 로마는 대립교황이 장악하고 있어 입성할 수 없었다. 교황 우르바노 2세는 정통 교황으로서 대립교황 클레멘스 3세에 맞서 자신의 지위를 지키고, 그리스도교 세계 전체에 대해서 합법적인 교황으로서의 권위를 확립하는 것이 급선무라고 판단했다. 그래서 북이탈리아와 프랑스에서 공의회를 개최하는등 적극적인 대외활동을 펼치면서 대립교황을 고립시켰다. 1095년 클레르몽 공의회를 통한 십자군 원정 호소가 성공하자 그 여세를 몰아 대립교황을 축출하고 로마입성에 성공했다. 재위기간 중 그레고리오 7세 시절의 개혁을 갱신했으며 교회의 통치권과 추기경의 영향력 확대, 제국의 왕실과 유사한 교황청 조직을 정비하여 교회의 중앙집권화의 기초를 닦았다.

### 하인리히 5세
1111년 서임권 분쟁 해결과 대관식을 치르고자 군대를 이끌고 이탈리아 원정을 실시했다. 교황 파스칼 2세와 협의를 통해 서임권을 포기하는 대신 독일 교회의 재산을 양도받기로 하였다. 그러나 대관식 도중에 협약을 발표하자 이를 반대하는 주교와 귀족들이 일으킨 폭동이 발생했다. 하인리히 5세는 교황과 추기경을 체포하여 두 달 동안 투옥시킨 후 황제의 서임권 행사 인정을 강요하여 동의를 얻어냈다. 대관식을 마치고 독일로 귀국하자 로마에서는 강압에 의한 협정 폐지와 파문이 이어졌다. 파문으로 서임권 행사가 원만치 못했으나 독일내 반란을 수습한 후 1117년 다시 이탈리아 원정길에 올랐다. 신임 교황 젤라시오 2세를 로마에서 추방한후 대립교황을 옹립하며 서임권 문제를 해결하기 위해 노력하던 중 독일내 상황이 황제에게 불리하게 돌아가자 귀국하였다. 독일 귀족들은 교황과 원만한 합의를 압박하였고 입지가 좁아진 하인리히 5세는 교황 갈리스토 2세가 보름스로 보낸 사절단과 새로운 협약을 맺을 수밖에 없었다.

### 보름스 협약
로마에서 3명의 추기경이 전권대사가 되어 독일 보름스에 도착하였고 1122년 9월 23일, 3주간의 협상 끝에 타협안이 도출되었다. 황제가 일방적으로 행사하던 기존의 성직자 임명 방식은 철회되었다. 독일내 주교와 수도원장은 교회법에 따라 성직자가 선출한 다음 황제에게 충성을 맹세하고 봉신으로서 영지와 권력등 세속적 권력만을 받기로 했다. 종교적인 권능과 교구에 대한 인정은 교황으로부터 받기로 했다. 후보가 여러 명일 때는 황제가 결정할 수 있는 권한을 부여하였다. 단 분쟁이 있는 선거에서는 정통파에게 유리한 판결을 해야 한다고 정했다. 황제는 마음에 들지 않는 후보의 신서를 거부할 권한도 주어졌으므로 주교의 선택에 대해 여전히 결정적인 발언권을 행사할 수는 있었다.
하지만 지나치게 부적절한 인물을 임명하기는 어려워졌다. 선거권이 있는 주교들을 강요하여 선출토록 한다 해도 교황에게 탄원할 수 있게 되었기 때문이다. 이런면에서 볼때 성직 임명 기준이 크게 향상되었다고 볼 수 있다. 선거에는 황제나 대리인이 입회하도록 했지만 부르쿤트와 교황령에서 실시하는 선거에는 입회할 필요가 없었고 독일과는 다른 방식이 적용되었다. 이로써 지난 50년간의 서임권 투쟁은 일단락 되었으나 타협적인 이 협약은 교황과 황제 양측을 만족시키지는 못했다. 근본적인 해결에 이르지 못하였으나 이 협약으로 황제가 하나님의 대리인으로서 성직을 부여할 수 있다는 신성정치적 성격은 상실되었다. 또한 기존에 일방적으로 황제가 행사하던 서임권을 교회가 제한을 가하게 됨으로써 황제의 권력은 많이 약화되었으며 특히 북이탈리아에 대한 영향력은 크게 줄어들었다.
10세기초 귀족들이 투표를 통해 황제를 선출하게 됨으로 황제권이 약해졌는데 서임권 투쟁의 패배로 인해 황제의 권력은 더욱 약화되었다. 이로 인해 독일은 다른 나라들과 달리 더욱 분권화되었고 지방 권력은 더욱 독자적인 세력을 형성하였다. 결국 19세기까지 독일 지역에서는 중앙집권적인 통일국가를 형성하지 못하게 되었다

## 잉글랜드의 서임권 논쟁
잉글랜드 왕국에서도 서임권을 둘러싼 군주와 교황 간의 분쟁이 비슷한 시기에 있었다. 정복자 윌리엄은 자신의 정복 행위와 왕권에 대하여 교황의 인정을 받는 대신 〈콘스탄티누스의 기증〉에 따라 로마에 충성을 서약해야 했다. 이를 둘러싸고 캔터베리 대주교를 임명할 때 교황과 긴장관계가 있었다.
교황은 독일의 하인리히와 싸우기 위해서는 잉글랜드의 도움이 필요했기 때문에 일종의 타협안을 내놓았다. 1106년 잉글랜드의 헨리 1세는 고위 성직자를 임명할 때 그들의 영적 직무에 해당하는 상징물을 주던 관행을 포기했고, 교회는 주교를 임명하기 전 반드시 군주에게 존경을 표시하도록 했다.

## 같이 보기
- 클뤼니 개혁